# Clan Forbes
Forbes ist der Name eines schottischen Clans aus Aberdeenshire. 

## Geschichte
Der Legende nach wurde der Clan gegründet, als der Stammvater Oconochar einen dort lebenden Bären tötete und die Gegend damit bewohnbar machte. 1271 wurde der Feudalbesitz offiziell bestätigt. Die Ländereien gingen verloren, als Alexander Forbes, der 4. Lord Forbes of Pitsligo, auf der falschen, nämlich der jakobitischen Seite an deren Aufstand von 1745 teilnahm. Duncan Forbes von Culloden, Lord President of the Court of Session, brachte zuerst mehrere Clans davon ab, an der anscheinend hoffnungslosen Rebellion teilzunehmen und versuchte nach der Niederschlagung des Aufstandes vergeblich, den König davon zu überzeugen, die Aufständischen lieber energisch zu ermahnen als brutal zu bestrafen. 
Das Clansmotto lautet Grace me guide (etwa „Gnade möge mich leiten“).

## Adelstitel
Mitglieder des Clan Forbes führten bzw. führen folgende Adelstitel:
- Earl of Granard (1684)
- Viscount of Granard (1675)
- Lord Forbes (1442)
- Lord Forbes of Pitsligo (1633)
- Baron Clanehugh (1675)
- Baron Forbes (1724)
- Baron Granard (1806)
- Forbes Baronet, of Monymusk (1626)
- Forbes Baronet, of Castle Forbes (1628)
- Forbes Baronet, of Craigievar (1630)
- Forbes Baronet, of Foveran (1700)
- Forbes Baronet, of Newe and Edinglassie (1823)
- Forbes-Leith Baronet, of Jessfield (1923)

## Bilder

Wappen der Forbes
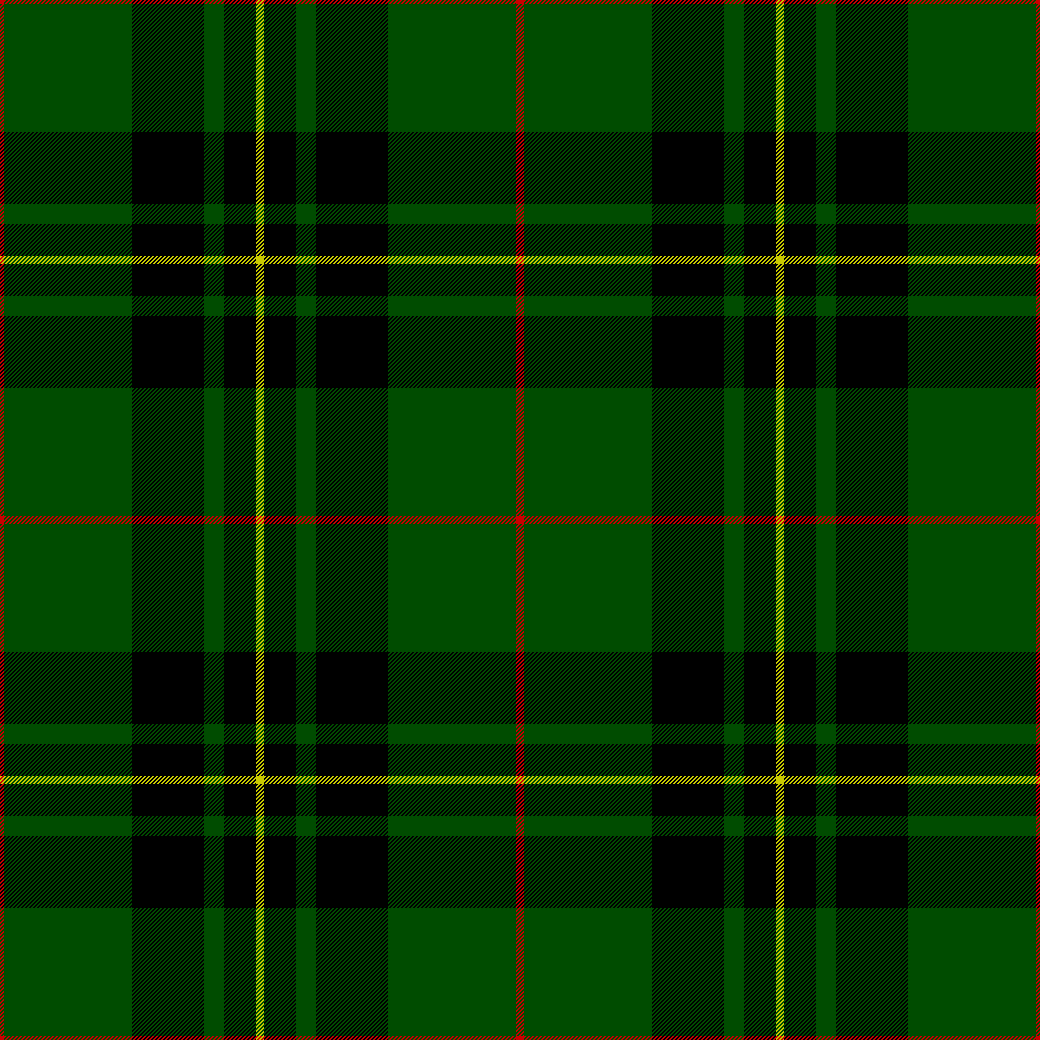
Tartan
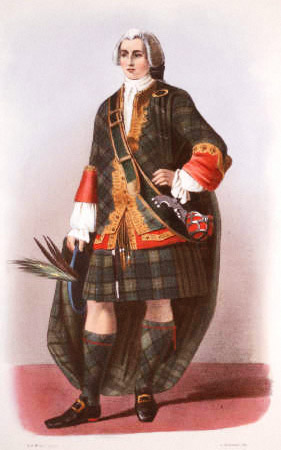
Viktorianische Darstellung des Clan-Oberhaupts